# Shortstop

Shortstopens position (SS) på en basebollplan.

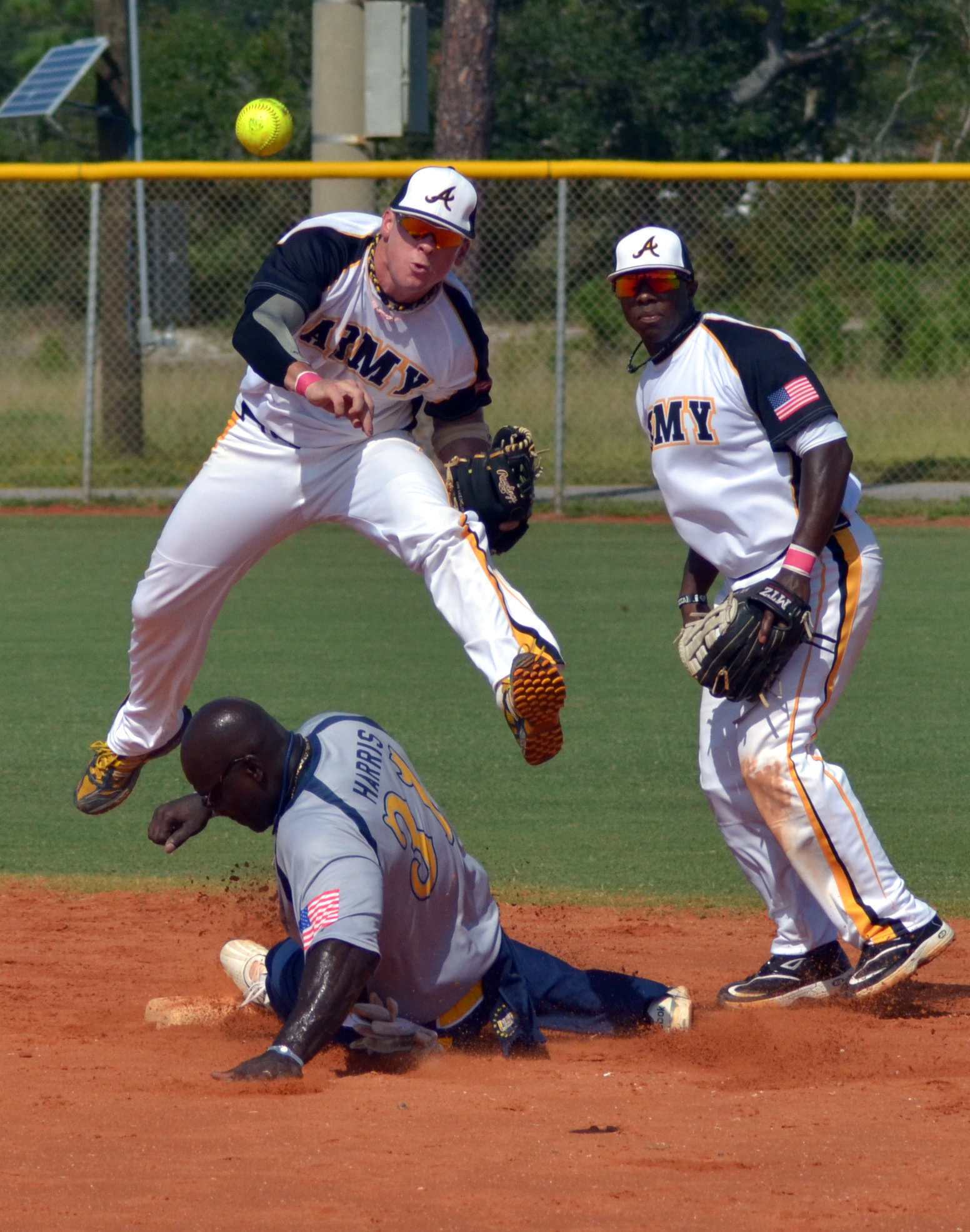
En shortstop hoppar i färd med att fullborda en double play.

Shortstop är en position i baseboll och softboll som spelar i det område som kallas infield. Shortstopen spelar till vänster om andra bas från slagmannen räknat.
Shortstop är den viktigaste defensiva positionen för infieldspelet. Eftersom de flesta slagmän slår med slagträt till höger om kroppen är det just till shortstop som bollen oftast kommer. Shortstop är tillsammans med andrabasmannen den spelare som oftast startar ett double play, där man i en och samma spelsekvens bränner två spelare.
Många lag prioriterar de defensiva egenskaperna när de väljer shortstop och spelare som är mycket bra både defensivt och offensivt är väldigt värdefulla för sina lag.

## Kända shortstops

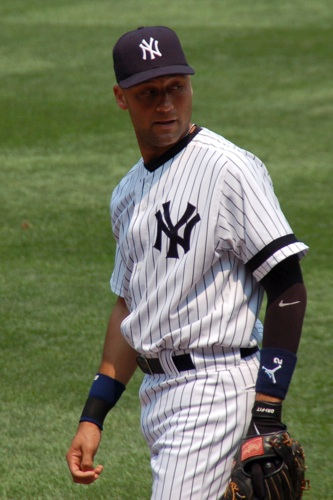
Shortstopen Derek Jeter 2007.

Följande 26 shortstops hade till och med 2024 valts in i National Baseball Hall of Fame:
- Luis Aparicio
- Luke Appling
- Dave Bancroft
- Ernie Banks
- Lou Boudreau
- Joe Cronin
- George Davis
- Travis Jackson
- Hughie Jennings
- Derek Jeter
- Barry Larkin
- Pop Lloyd
- Rabbit Maranville
- Pee Wee Reese
- Cal Ripken Jr
- Phil Rizzuto
- Joe Sewell
- Ozzie Smith
- Joe Tinker
- Alan Trammell
- Arky Vaughan
- Honus Wagner
- Bobby Wallace
- John Montgomery Ward
- Willie Wells
- Robin Yount